# اينار مار غوموندسون
اينار مار غوموندسون (بالآيسلندية: Einar Már Guðmundsson)‏ هو كاتب وكاتب سيناريو وشاعر آيسلندي، ولد في 18 سبتمبر 1954 في ريكيافيك في آيسلندا.

## وصلات خارجية
- اينار مار غوموندسون على موقع IMDb (الإنجليزية)
- اينار مار غوموندسون على موقع قاعدة بيانات الأفلام السويدية (السويدية)
- اينار مار غوموندسون على موقع قاعدة بيانات الفيلم (الإنجليزية)